# Calidota clarcana
Calidota clarcana är en fjärilsart som beskrevs av Dyar 1916. Calidota clarcana ingår i släktet Calidota och familjen björnspinnare. Inga underarter finns listade i Catalogue of Life.